# Adur, Sagar
Adur là một làng thuộc tehsil Sagar, huyện Shimoga, bang Karnataka, Ấn Độ.